# Jennifer Connelly
Jennifer Lynn Connelly (Cairo, New York állam, 1970. december 12. –) amerikai színésznő. Pályáját gyermekmodellként kezdte, tévéreklámokban is szerepelt, színészként az 1984-ben bemutatott Volt egyszer egy Amerikában mutatkozott be. Tizenévesen A fantasztikus labirintus és a Career Opportunities című filmekben szerepelt. Elismerésben részesült az 1998-ban bemutatott Dark City című sci-fiben és a 2000-ben bemutatott Rekviem egy álomért című drámában nyújtott alakításáért.
2002-ben Oscar-díjat és több más díjat is nyert Alicia Nash szerepéért Ron Howard 2001-es, Egy csodálatos elme című filmjében nyújtott alakításáért. 2005 óta az Amnesty International amerikai nagykövete az emberi jogokkal kapcsolatos oktatás területén.

## Származása és gyerekkora
Connelly a New York állambeli Catskill Mountainsben született, anyja, Ilene régiségkereskedő, apja, Gerard Connelly ruhagyáros. Apja ír és norvég származású római katolikus, anyja orosz és lengyel bevándorlók leszármazottja, zsidó, és jesivába járt iskolába. Connelly Brooklyn Heightsben nőtt fel, a Brooklyn híd közelében, és a művészetekre koncentráló Saint Ann's School magániskolába járt, azt a négy évet leszámítva, amíg szüleivel a szintén New York állambeli Woodstockban élt. Mikor visszatértek Brooklyn Heightsbe, ismét a St. Ann'sbe iratkozott be.

## Pályafutása

### Modellként
Connelly apjának egy barátja, egy reklámcég igazgatója javasolta, hogy a kislány próbálja ki magát modellként. Ügynöke a Ford Modellügynökség volt. Tízévesen kezdte pályáját, újságok és magazinok hirdetéseiben, később tévéreklámokban is szerepelt. 1986 és 1992 között a Seventeen magazin több számában is szerepelt, 1986 decemberében pedig Japánban megjelentetett egy japán nyelvű kislemezt, a Monologue of Love-ot. A kislemezt a Toshiba East World Records adta ki 1986-ban 7" formátumban, B oldalán a Message of Love című dallal.

### Színészként – 1980-as és 90-es évek
Modellkarrierje során a filmszakma is felfigyelt rá, és mellékszerepet kapott Sergio Leone 1984-ben bemutatott gengszterfilmjében, a Volt egyszer egy Amerikában, ahol Deborah Gellyt alakította. Ezután Dario Argento olasz rendező 1985-ös Phenomena című filmjében szerepelt, Jennifer Corvino szerepében, majd a Seven Minutes in Heaven című tinédzserfilmben.
Következő filmjével, az 1986-ban bemutatott Fantasztikus labirintus című fantasyvel lett igazán ismert. Ebben egy Sarah nevű tizenévest alakított, akinek meg kell mentenie kisöccsét, Tobyt a goblinok királyától, Jarethtől, akit David Bowie alakított. A film nem hozta a várt bevételt, de az évek során kultuszfilmmé vált.
Ezután több, kevésbé sikeres filmben játszott, többek közt az 1988-as Etoile-ban, melyet Budapesten forgattak, és a Michael Hoffman rendezte Some Girlsben.
Miközben filmes karrierjét sem hagyta abba, a 80-as évek végén két évig angolt és drámát tanult a Yale-en, majd a Stanfordra járt, ahol klasszikus színjátszást és improvizációt tanult Roy Londontól, Howard Fine-tól és Harold Guskintól, de nem diplomázott le.
Dennis Hopper 1990-ben bemutatott The Hot Spot című filmjében William Sadlerrel játszott együtt. A film nem aratott sikert. Ugyanebben az évben Garry Marshall őt is a lehetséges jelöltek közt tartotta számon Vivian Ward szerepére a Micsoda nőhöz, végül azonban fiatal kora miatt nem ő kapta meg a szerepet. Következő filmje a Career Opportunities című, 1991-ben bemutatott romantikus vígjáték volt, amelyben Frank Whaleyvel játszott együtt. A The Rocketeer című, magas költségvetésű Disney-film sem hozta meg a várt sikert. A következő évben Jason Priestleyvel együtt szerepelt az I Drove All Night című Roy Orbison-dal videóklipjében.
Az 1990-es évek közepén bebizonyította, hogy érettebb szerepeket is képes alakítani. Kisebb költségvetésű, de kedvező fogadtatást kapott filmekben szerepelt – 1997-ben az Inventing the Abbotts című drámában, ami az 1950-es évek végén játszódik, Eleanort, Lloyd Abbot milliomos három lányának egyikét alakította, 2000-ben pedig a Waking the Deadben, ami az azonos című regény alapján készült; ebben Sarah-t játszotta. John Singleton 1995-ös, Higher Learning című filmjében egy leszbikust alakított. Az 1998-ban bemutatott Dark City című sci-fi, amelyben Connelly mellékszerepet kapott, meghozta neki a lehetőséget, hogy több híres színésszel – Rufus Sewell-lel, William Hurttel, Ian Richardsonnal és Kiefer Sutherlanddel – játszhasson együtt. 2000-ben a Pollock című életrajzi filmben tűnt fel, Jackson Pollock amerikai festő szeretője, Ruth Kligman szerepében. Ugyanebben az évben kapta első tévésorozatbeli szerepét, Catherine Millert alakította a FOX tévétársaság The $treet című, egy New York-i brókercégről szóló sorozatában.

### A 2000-es évek elején

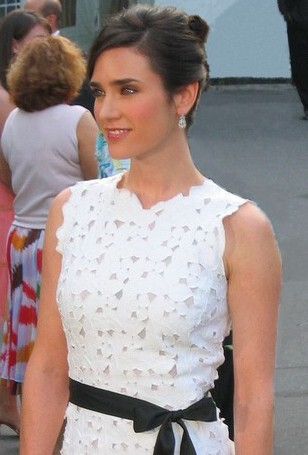
Connelly a Central Parkban, 2005 június

Connelly a 2000-ben bemutatott, Rekviem egy álomért című Darren Aronofsky-filmmel nagy sikert aratott. Ebben Mariont, a Jared Leto alakította Harry barátnőjét játszotta. A filmben Marlon Wayans és Ellen Burstyn is szerepelt. A film különféle drogoktól függő, az idegösszeomlás szélén álló emberek életét mutatja be. A kritikusok főleg a két női főszereplő, Connelly és Burstyn alakítását dicsérték, és értékelték a bátorságot, amire a két színésznőnek szüksége volt, hogy bemutassák a szereplők folyamatos fizikai és mentális romlását.
2001-ben megkapta a női főszerepet Ron Howard Egy csodálatos elme című filmjében, Alicia Nashet, a szkizofrén matematikuszseni, John Nash sokat szenvedő feleségét alakította (Nash szerepét Russell Crowe kapta). A filmet dicsérték a kritikusok, és bevételt is sokat hozott, világszerte több mint 313 millió dollárt. Connelly alakítását Golden Globe-bal jutalmazták, és megkapta az Oscar- és a BAFTA-díjat is legjobb női mellékszereplő kategóriában. Connelly maga is nagyon szereti a filmet és büszke is rá.
2003-ban két filmben is szerepelt. A Hulkban Betty Ross tudóst, a főszereplő Bruce Banner volt barátnőjét játszotta (érdeklődését a film iránt Ang Lee rendező filozofikus hozzáállása a Marvel-szuperhőshöz keltette fel), a House of Sand and Fog pedig, ami Andre Dubus III regényén alapul, leginkább Connellynek a 90-es évek végén forgatott független filmjeire emlékeztet. Ebben Kathy Nicolót alakítja, egy elhagyott feleséget, akinek örökölt házát árverésen egy iráni bevándorló, Maszud Amir Behrani (Ben Kingsley) veszi meg. A Kathy és az iráni ezredes közti feszültség az esemény előrehaladtával egyre nő. Mindkét film közepes sikert aratott, a House of Sand and Fog a kritikusok részéről kedvező fogadtatásban részesült.

### 2005–2007

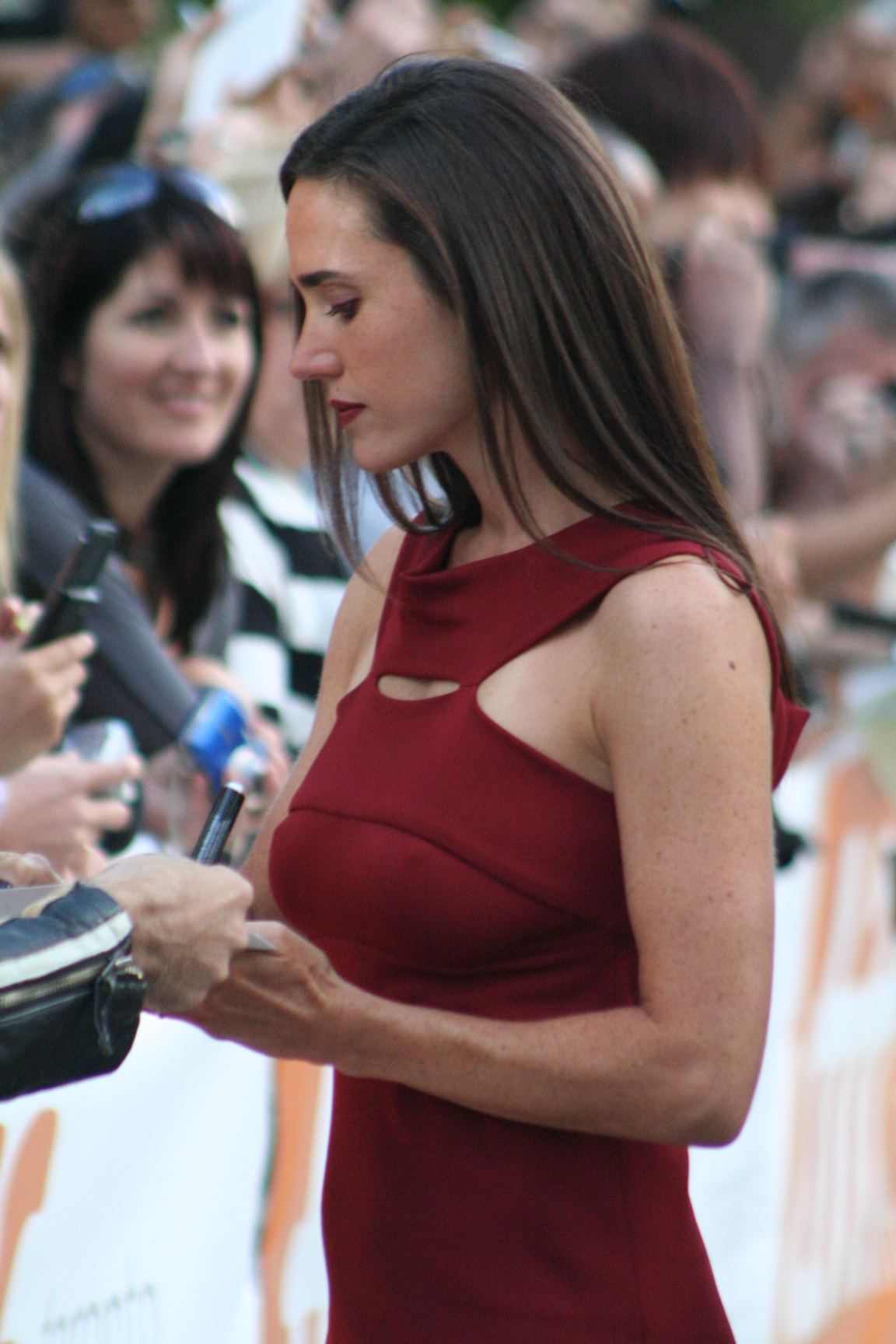
Connelly a Torontói Nemzetközi Filmfesztiválon 2009-ben

Miután két évig távol maradt a filmezéstől, 2005-ben szerepelt a Fekete víz című horror-pszichothrillerben. A film az azonos című, 2002-ben bemutatott japán film feldolgozása. Connelly egy Dahlia nevű fiatal nőt alakít, aki traumatikus múltja fogságában él. Lányával (őt Ariel Gade alakítja) egy, a New York-i Roosevelt Islanden lévő lakásba költözik, ahol paranormális események történnek.
2006-ban Connelly két filmben is szerepelt, mindkettőt több Oscar-díjra is jelölték. Az Apró titkokban Kate Winslettel együtt játszott. A Véres gyémántban Leonardo DiCaprióval együtt játszott, ebben Maddy Bowent alakítja, egy újságírót, aki az afrikai gyémántbányászat kegyetlen visszaéléseire próbál fényt deríteni.
Ezután Grace szerepét alakította a 2007 őszén bemutatott Cserbenhagyás című filmben, melyben Joaquin Phoenix és Mark Ruffalo is szerepeltek. Ezt tartja legnehezebb szerepének. A USA Today egy cikke szerint „Jennifer Connelly és Mark Ruffalo erőteljes alakítása többé teszi a filmet túlfűtött melodrámánál”.

### 2008–2011
2008-ban Keanu Reevesszel szerepelt együtt az Amikor megállt a Föld című 1951-es film feldolgozásában. Connelly, aki nagy rajongója az eredeti filmnek, Helen Bensont, a Princetoni Egyetem asztrobiológusát alakította. Helen az 1951-es filmben titkárnő volt. Nem a foglalkozása volt az egyetlen, amit megváltoztattak: ellentétben az eredeti filmmel, ami főleg a Klaatuhoz fűződő szerelmi kapcsolatáról szólt, a feldolgozás a mostohafiával (őt Jaden Smith alakítja) való problémás kapcsolatra összpontosít. Seth Shostak csillagász segített Connellynek megérteni a szakkifejezéseket, amelyeket a filmbeli szereplő használ.

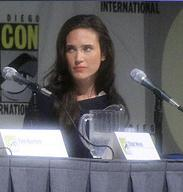
Jennifer Connelly Tim Burton 9 című filmjének sajtótájékoztatóján, a 2009-es Comic-Con Internationalön

Jennifer Anistonnal és Ginnifer Goodwinnal együtt szerepelt a 2008-ban bemutatott Nem kellesz eléggé című romantikus vígjátékban. Janine-t alakította. A film az azonos című könyvön alapul.
Ezután kis szerepet alakított a Tintaszív című fantasyfilmben. 2009-ben Charles Darwin feleségét, Emma Darwint alakította a Creation című drámában. Darwint Connelly férje, Paul Bettany játszotta. A film akkor játszódik, amikor Darwin A fajok eredetét írta, fő témáját Darwin gondjai adják: felesége nem ért egyet elméletével, és mindketten gyászolják lányukat,Annie-t. Ugyanebben az évben a 7 nevű szereplő hangját adta a 9 című animációs filmben.
Következő filmje, a What's Wrong with Virginia premierje 2010. szeptember 15-én volt a Torontói Nemzetközi Filmfesztiválon. Connelly egy labilis lelkivilágú nőt alakít, aki már húsz éve viszonyt folytat a helyi seriffel, a seriff lánya pedig Virginia fiával kerül közelebbi kapcsolatba. A Cinema Blend szerint ez „Connelly egyik legjobb alakítása az elmúlt években”.
A 2011. január 14-én bemutatott, A dilemma című vígjátékban, melyet Ron Howard rendezett, Connelly alakította Beth szerepét. Partnere Vince Vaughn volt. A film negatív kritikákat kapott, bár Connelly alakítását az Austin Chronicle dicsérte. Január 24-én a Sundance Filmfesztiválon mutatták be a George Ratliff rendezte Salvation Boulevardot, amelyben Connelly Gwent játszotta, a Greg Kinnear alakította Carl Vanderveer feleségét. A filmben Pierce Brosnan is játszik, ő alakítja a házaspár templomának lelkészét.
2008-ban a Balenciaga reklámacra lett, majd a Revlon kozmetikumoké is.
A Time, Vanity Fair, az Esquire és a Los Angeles Times is a világ legszebb női közé sorolta.

## Magánélet

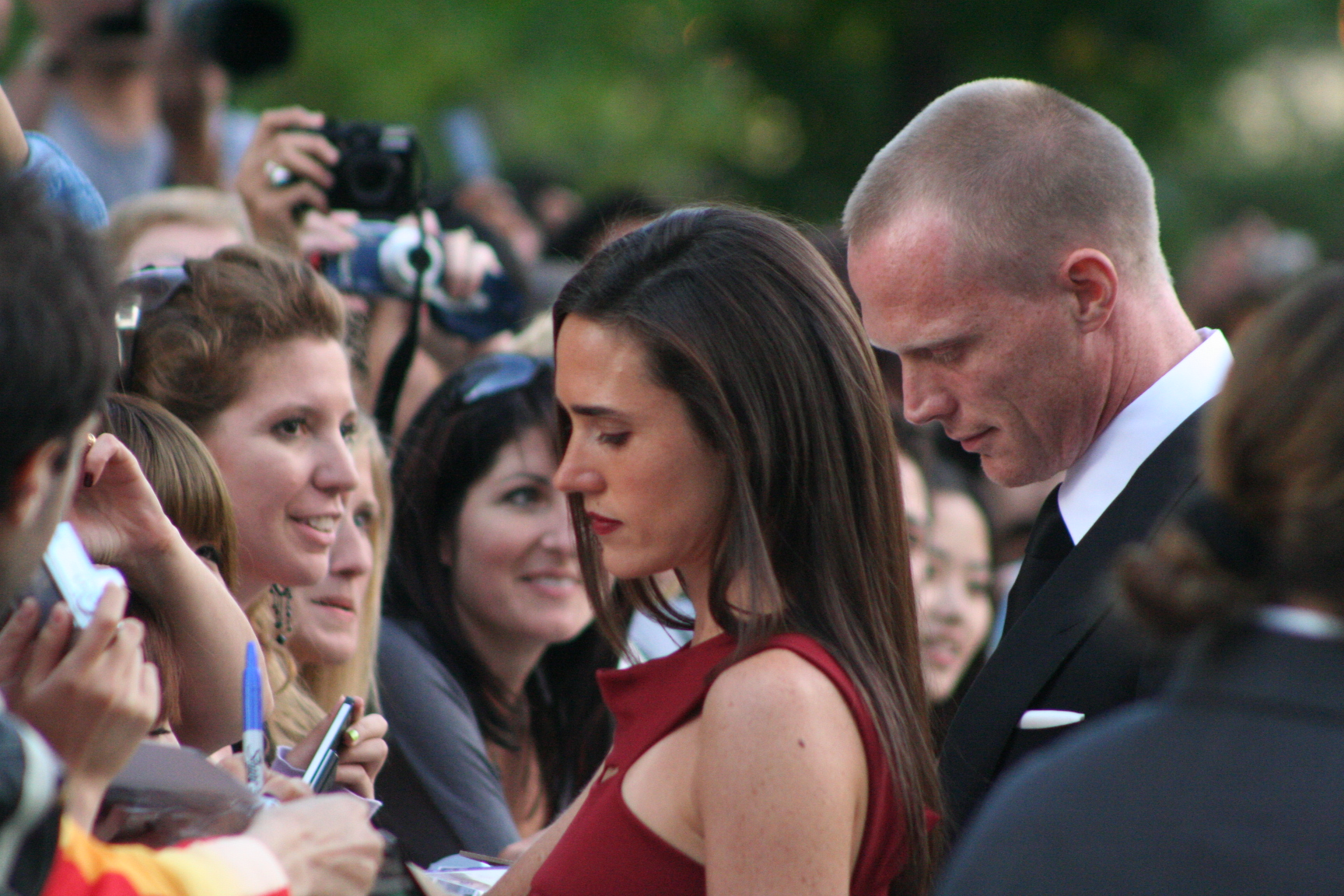
Jennifer Connelly és férje, Paul Bettany a 2009-es Torontói Nemzetközi Filmfesztiválon

Connelly szeret csendes családi életet élni a férjével és gyermekeivel, amikor nem dolgozik, és azt is kijelentette, hogy a család a legfontosabb az életében. A New York-i Tribecában élnek (Manhattan egy városrésze). „Próbálok az életemre összpontosítani, nem belekeveredni a hollywoodi fantáziavilágba” – nyilatkozta egyszer.
Első fia, Kai 1997-ben született, David Dugan fényképésszel való kapcsolatából. Bár Connelly korábban vegán életmódot folytatott, terhessége alatt abbahagyta. 2003. január 1-jén Skóciában férjhez ment Paul Bettany brit színészhez, akivel az Egy csodálatos elme forgatásán ismerkedett meg. Első közös gyermekük, Stellan, akit közös barátjuk, Stellan Skarsgård színész után neveztek el, 2003-ban született. Keresztapja Charlie Condou színész. Harmadik gyermeküket 2011-re várják.
Számos jótékonysági szervezet támogatója. 2005. november 14-én az Amnesty International nagykövete lett emberi jogi oktatás terén. Szerepelt egy reklámban is, amely a tiszta víz fontosságára hívja fel a figyelmet; a reklám célja az volt, hogy adományokat gyűjtsenek afrikai, indiai és közép-amerikai kútfúrásokhoz. 2009. május 2-án részt vett a Revlon éves Run/Walk for Women felvonulásán Jessica Albával és Jessica Biellel együtt.
2010-ben tribecai szomszédaival, James Gandolfinivel, John Slatteryvel, Talia Balsammal, Casey Affleckkel, Kirsten Dunsttel, Michael Stipe-pal és Lou Reeddel együtt a New York-i Legfelsőbb Bírósághoz folyamodtak, hogy leállítsa egy garázs építését, amit a megengedettnél 1,5 méterrel magasabbra terveztek, és nagyban fokozná a teherforgalmat a környéken. Jeffrey Oing bíró ideiglenesen leállíttatta az építkezést 2011. március 11-ig, március 25-én újra engedélyt kapott az építkezés.
Connelly folyékonyan beszél olaszul és franciául.

## Filmográfia

### Filmek
| Év   | Magyar cím                  | Eredeti cím                   | Szerep                            | Magyar hang         |
| ---- | --------------------------- | ----------------------------- | --------------------------------- | ------------------- |
| 1984 | Volt egyszer egy Amerika    | Once Upon a Time in America   | Deborah Gelly fiatalon            | Dögei Éva           |
| 1984 | Volt egyszer egy Amerika    | Once Upon a Time in America   | Deborah Gelly fiatalon            | Győrfi Laura        |
| 1985 | Jelenség                    | Phenomena                     | Jennifer Corvino                  |                     |
| 1985 | Hét perc a Mennyországban   | Seven Minutes in Heaven       | Natalie Becker                    |                     |
| 1986 | Fantasztikus labirintus     | Labyrinth                     | Sarah Williams                    | Kökényessy Ági      |
| 1986 | Fantasztikus labirintus     | Labyrinth                     | Sarah Williams                    | Zsigmond Tamara     |
| 1988 | Vannak lányok...            | Some Girls                    | Gabriella d'Arc                   | Csampisz Ildikó     |
| 1989 | Etoile                      | Etoile                        | Claire Hamilton / Natalie Horvath |                     |
| 1990 | Forró nyomon                | The Hot Spot                  | Gloria Harper                     | Vadász Bea          |
| 1991 | Fogd a nőt és ne ereszd!    | Career Opportunities          | Josie McClellan                   | Csondor Kata        |
| 1991 | Rocketeer                   | The Rocketeer                 | Jenny Blake                       | Györgyi Anna        |
| 1994 | Szerelem és árnyak          | Of Love and Shadows           | Irene                             |                     |
| 1995 | Megoldatlan egyenletek      | Higher Learning               | Taryn                             | Zakariás Éva        |
| 1996 | Mulholland – Gyilkos negyed | Mulholland Falls              | Allison Pond                      | Zakariás Éva        |
| 1996 | Távoli kikötő               | Far Harbor                    | Ellie                             |                     |
| 1997 | Három a nagylány            | Inventing the Abbotts         | Eleanor Abbott                    | Bognár Gyöngyvér    |
| 1998 | Dark City                   | Dark City                     | Emma Murdoch / Anna               | Zakariás Éva        |
| 2000 | Szerelmem szelleme          | Waking the Dead               | Sarah Williams                    | Németh Borbála      |
| 2000 | Rekviem egy álomért         | Requiem for a Dream           | Marion Silver                     | Majsai-Nyilas Tünde |
| 2000 | Pollock                     | Pollock                       | Ruth Kligman                      | Ruttkay Laura       |
| 2001 | Egy csodálatos elme         | A Beautiful Mind              | Alicia Nash                       | Radó Denise         |
| 2003 | Hulk                        | Hulk                          | Betty Ross                        | Gubás Gabi          |
| 2003 | Ház a ködben                | House of Sand and Fog         | Kathy Nicolo                      | Für Anikó           |
| 2005 | Fekete víz                  | Dark Water                    | Dahlia Williams                   | Gubás Gabi          |
| 2006 | Apró titkok                 | Little Children               | Kathy Adamson                     | Kisfalvi Krisztina  |
| 2006 | Véres gyémánt               | Blood Diamond                 | Maddy Bowen                       | Gubás Gabi          |
| 2007 | Cserbenhagyás               | Reservation Road              | Grace Learner                     | Gubás Gabi          |
| 2008 | Amikor megállt a Föld       | The Day the Earth Stood Still | Helen Benson                      | Gubás Gabi          |
| 2008 | Tintaszív                   | Inkheart                      | Roxane                            | Pupos Tímea         |
| 2009 | Nem kellesz eléggé          | He's Just Not That Into You   | Janine Gunders                    | Gubás Gabi          |
| 2009 | 9                           | 9                             | 7 (szinkronhang)                  | Bogdányi Titanilla  |
| 2009 | Teremtés                    | Creation                      | Emma Darwin                       | Spilák Klára        |
| 2010 | Virginia                    | Virginia                      | Virginia                          |                     |
| 2011 | A dilemma                   | The Dilemma                   | Beth                              | Gubás Gabi          |
| 2011 | Isten ments!                | Salvation Boulevard           | Gwen Vanderveer                   | Gubás Gabi          |
| 2013 | Bízz a szerelemben          | Stuck in Love                 | Erica                             | Náray Erika         |
| 2014 | Téli mese                   | Winter's Tale                 | Virginia Gamely                   | Major Melinda       |
| 2014 | Aloft                       | Aloft                         | Nana Kunning                      |                     |
| 2014 | Noé                         | Noah                          | Námeh                             | Tóth Ildikó         |
| 2014 | Shelter                     | Shelter                       | Hannah                            |                     |
| 2016 | Amerikai pasztorál          | American Pastoral             | Dawn Dwyer Levov                  | Gubás Gabi          |
| 2017 | Pókember: Hazatérés         | Spider-Man: Homecoming        | Karen / Suit Lady (szinkronhang)  | Kisfalvi Krisztina  |
| 2017 | A bátrak                    | Only the Brave                | Amanda Marsh                      | Majsai-Nyilas Tünde |
| 2019 | Alita: A harc angyala       | Alita: Battle Angel           | Dr. Chiren                        | Gubás Gabi          |
| 2022 | Top Gun: Maverick           | Top Gun: Maverick             | Penny Benjamin                    | Létay Dóra          |
| 2023 |                             | Bad Behaviour                 | Lucy                              |                     |

### Televíziós szerepek
| Év        | Magyar cím                    | Eredeti cím             | Szerep                 | Megjegyzések                 |
| --------- | ----------------------------- | ----------------------- | ---------------------- | ---------------------------- |
| 1982      | Meghökkentő mesék             | Tales of the Unexpected | lány                   | egy epizód                   |
| 1992      | A nyomozó                     | The Heart of Justice    | Emma Burgess           | tévéfilm                     |
| 1995      |                               | Out There               | sorban álló nő (cameo) | tévéfilm                     |
| 2000-2001 |                               | The $treet              | Catherine Miller       | főszereplő (tizenkét epizód) |
| 2020      | Snowpiercer – Túlélők viadala | Snowpiercer             | Melanie Cavill         | főszereplő                   |

## Díjak, elismerések
Rocketeer
- jelölés — Saturn Award for Best Supporting Actress

Rekviem egy álomért
- jelölés — Chlotrudis Award for Best Supporting Actress
- jelölés — Independent Spirit Award for Best Supporting Female
- jelölés — Las Vegas Film Critics Society Award for Best Supporting Actress
- jelölés — Online Film Critics Society Award for Best Supporting Actress
- jelölés — Phoenix Film Critics Society Award for Best Supporting Actress

Egy csodálatos elme
- Academy Award for Best Supporting Actress
- American Film Institute Award for Best Supporting Actress
- BAFTA Award for Best Actress in a Supporting Role
- Broadcast Film Critics Association Award for Best Supporting Actress
- Golden Globe Award for Best Supporting Actress – Motion Picture
- Kansas City Film Critics Circle Award for Best Supporting Actress
- Online Film Critics Society Award for Best Supporting Actress
- Phoenix Film Critics Society Award for Best Supporting Actress
- Satellite Award for Best Supporting Actress
- Southeastern Film Critics Association Award for Best Supporting Actress
- jelölés — Chicago Film Critics Association Award for Best Supporting Actress
- jelölés — Empire Award for Best Actress
- jelölés — Las Vegas Film Critics Society Award for Best Supporting Actress
- jelölés — Screen Actors Guild Award for Outstanding Performance by a Female Actor in a Leading Role
- jelölés — Screen Actors Guild Award for Outstanding Performance by a Cast in a Motion Picture

Hulk
- jelölés — Saturn Award for Best Actress

Ház a ködben
- Kansas City Film Critics Circle Award for Best Actress
- jelölés — Broadcast Film Critics Association Award for Best Actress
- jelölés — Satellite Award for Best Actress – Motion Picture Drama